# Casa Joaquim Serra i Franch
La casa Joaquim Serra i Franch és un edifici situats als carrers d'Avinyó, 46 i d'en Carabassa, 9 de Barcelona, catalogat com a bé amb elements d'interès (categoria C). Tot i que actualment siguin finques separades, antigament estava unit al dels carrers d'en Carabassa, 8 i d'en Serra, 9 per un pont, enderrocat per a la seva construcció.

## Història

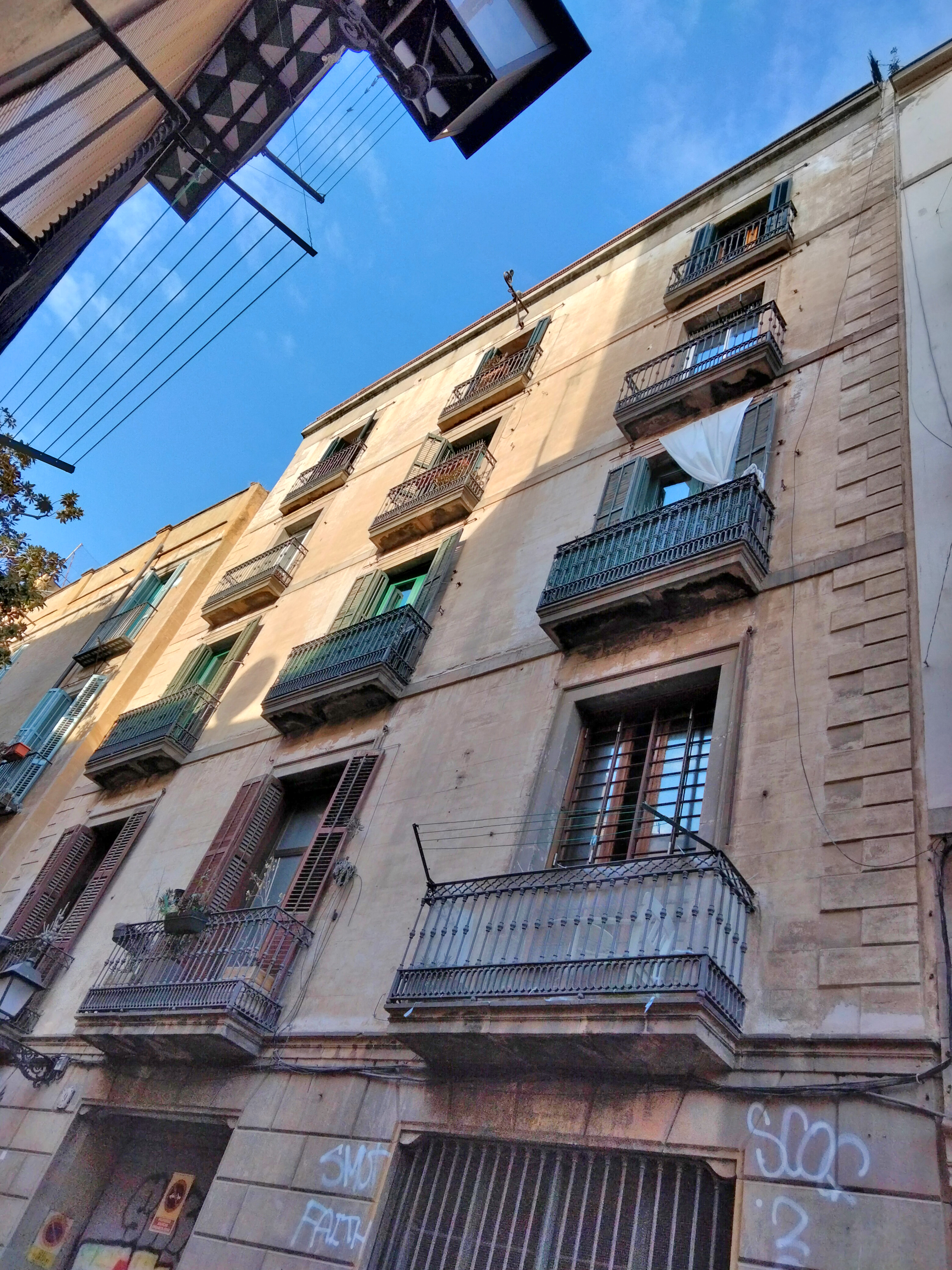
Façana del carrer d'en Carabassa

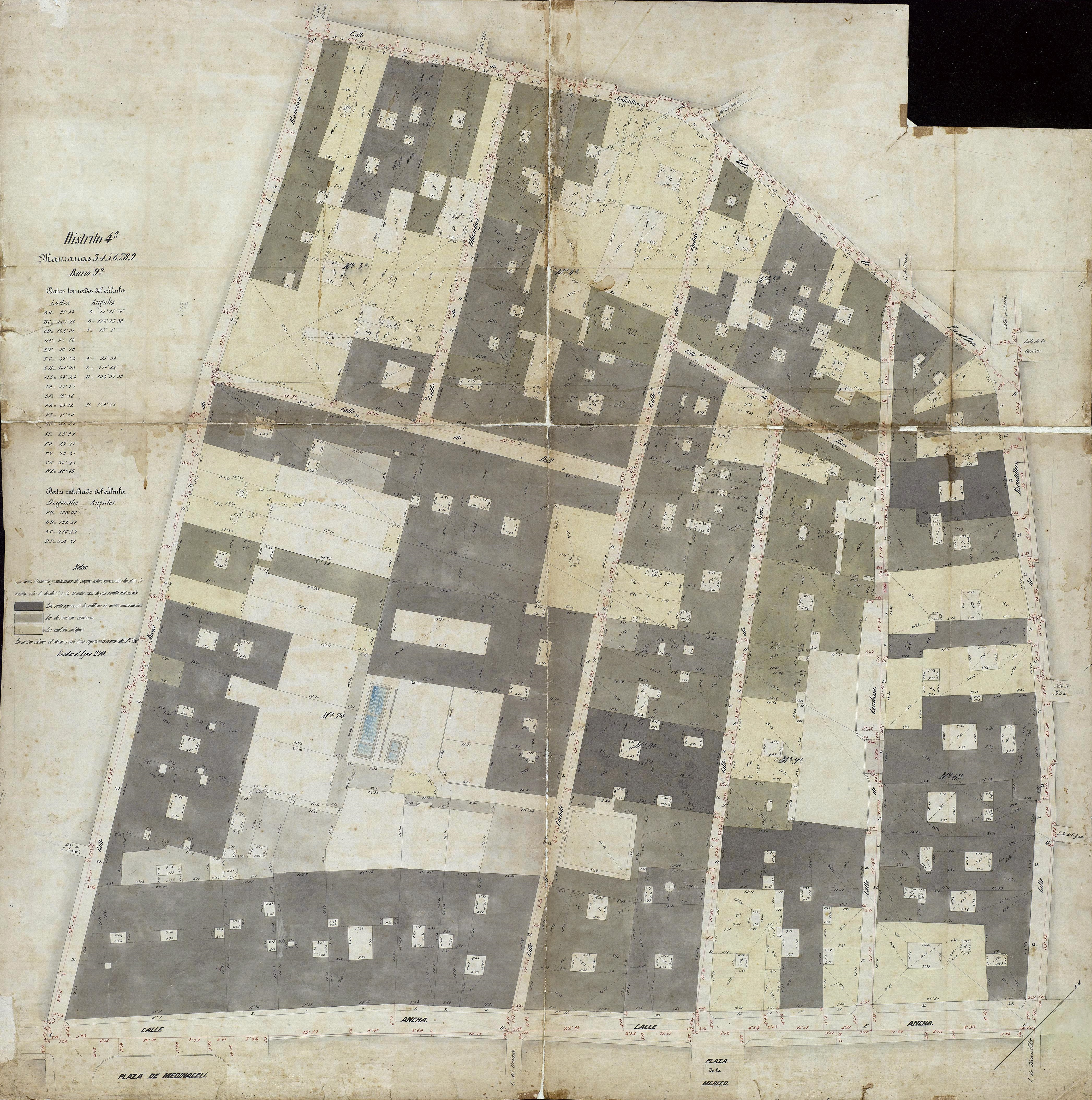
Quarteró núm. 113 de Garriga i Roca (c. 1860)

El 1785, corredor reial de canvis Antoni Torredà va adquirir unes cases unes cases als carrers dels Escudellers (actualment d'Avinyó), d'en Carabassa i d'en Serra a Josepa Llorell, vídua del notari Francesc Novell i Casadevall, i el seu fill Josep Novell i Llorell, també notari, i als administradors de la Capella i Col·legi de Sant Sever, i l'any següent va demanar permís per a reconstruir el frontis del carrer d'en Serra amb planta baixa i tres pisos. El 1787, va fer construir un edifici de planta baixa i tres pisos sobre una part del jardí del carrer d'en Carabassa, així com estintolar el pont que el comunicava amb l'edifici del carrer dels Escudellers, i poc després, va demanar permís per a posar balcons a l'edifici que acabava de construir. El 1788, va demanar permís per a reconstruir el frontis del carrer dels Escudellers.
Posteriorment, la finca va passar a mans del comerciant i fabricant de paper Miquel Elias i Vilarrúbia (1766-1841), que va constituir la societat Elías y Sobrino amb el seu nebot Joaquim Serra i Franch (Capellades, 1780 - Barcelona, 1864). El 1860, aquest en va encarregar al mestre d'obres Josep Nolla la reedificació, el que va suposar l'enderrocament del pont sobre el carrer d'en Carabassa.

## Descripció
Es tracta d'un edifici de planta baixa, quatre pisos i àtic, amb façana a dos carrers, que presenta les característiques pròpies de l'arquitectura dels edificis d'habitatges de mitjans del segle xix. Els baixos del carrer d'Avinyó tenen obertures d'arc escarser i de llinda plana al d'en Carabassa. El parament presenta un especejament en franges horitzontals.
El portal de la façana principal del carrer d'Avinyó està emmarcat per motllures, i a sobre del qual hi ha el balcó doble central del primer pis. El parament és a base d'un estucat llis emmarcant les obertures i amb plafons senzills entre els balcons, i a nivell dels forjats hi ha impostes motllurades.